# Miljonair (Christoff)
Miljonair is een single van Christoff De Bolle. In 2009 werd het nummer uitgebracht als cd-single en haalde enkele Vlaamse hitlijsten.

## Tracklist
- 'Miljonair'
- 'Ich sag nie mehr Goodbye'
- 'Miljonair' (instrumentaal)

### Hitnotering
| "Miljonair" in de Vlaamse Ultratop 50 - binnen: 20-06-2009 | "Miljonair" in de Vlaamse Ultratop 50 - binnen: 20-06-2009 | "Miljonair" in de Vlaamse Ultratop 50 - binnen: 20-06-2009 | "Miljonair" in de Vlaamse Ultratop 50 - binnen: 20-06-2009 | "Miljonair" in de Vlaamse Ultratop 50 - binnen: 20-06-2009 | "Miljonair" in de Vlaamse Ultratop 50 - binnen: 20-06-2009 | "Miljonair" in de Vlaamse Ultratop 50 - binnen: 20-06-2009 | "Miljonair" in de Vlaamse Ultratop 50 - binnen: 20-06-2009 | "Miljonair" in de Vlaamse Ultratop 50 - binnen: 20-06-2009 |
| Week                                                       | 01                                                         | 02                                                         | 03                                                         | 04                                                         | 05                                                         | 06                                                         | 07                                                         |                                                            |
| ---------------------------------------------------------- | ---------------------------------------------------------- | ---------------------------------------------------------- | ---------------------------------------------------------- | ---------------------------------------------------------- | ---------------------------------------------------------- | ---------------------------------------------------------- | ---------------------------------------------------------- | ---------------------------------------------------------- |
| Nummer                                                     | 19                                                         | 9                                                          | 13                                                         | 24                                                         | 43                                                         | 41                                                         | 49                                                         | uit                                                        |